# Gal Glivar
Gal Glivar (ur. 1 maja 2002 w Novo mesto) – słoweński kolarz szosowy.

## Osiągnięcia
Opracowano na podstawie:

2019
- 1. miejsce w mistrzostwach Słowenii juniorów (start wspólny)
- 3. miejsce w mistrzostwach Słowenii juniorów (jazda indywidualna na czas)

2020
- 1. miejsce w mistrzostwach Słowenii juniorów (jazda indywidualna na czas)

2023
- 1. miejsce w Karpackim Wyścigu Kurierów
  - 1. miejsce w klasyfikacji punktowej
  - 1. miejsce na 3. i 5. etapie
- 1. miejsce w Orlen Wyścig Narodów
- 5. miejsce w CRO Race

2024
- 1. miejsce w Tour of Sharjah
  - 1. miejsce w klasyfikacji młodzieżowej
  - 1. miejsce na 3. etapie
- 1. miejsce w Giro del Belvedere
- 1. miejsce w mistrzostwach Słowenii do lat 23 (jazda indywidualna na czas)
- 2. miejsce w mistrzostwach Słowenii (start wspólny)

## Rankingi
| Rok             | 2021  | 2022  | 2023 | 2024 |
| --------------- | ----- | ----- | ---- | ---- |
| World Ranking   | 1381. | 2117. | 427. | 352. |
| UCI Europe Tour | 981.  | 1327. | -    | -    |
|                 |       |       |      |      |
| Źródło: UCI     |       |       |      |      |